# Anton Korošec
Anton Korošec (Sveti Jurij ob Ščavnici, 12 maggio 1872 – Belgrado, 14 dicembre 1940) è stato un gesuita e politico sloveno, leader del Partito Popolare Sloveno (SLS).

## Biografia
Nelle prime elezioni austriache a suffragio universale del 1907, Korošec fu eletto al Parlamento di Vienna nella lista del Partito popolare sloveno (allora chiamato "Partito popolare pansloveno", VLS), guidato dal carismatico leader della destra cristiano-sociale slovena Janez E. Krek. Considerato un grande oratore e abile diplomatico,  Korošec assunse la guida del partito nel 1917, in seguito alla morte di Krek. Con la riapertura del Parlamento, avvenuta lo stesso anno, e il successivo riavviamento della vita politica nella Monarchia dopo la disfatta italiana di Caporetto, Korošec guidò un'ampia coalizione politica che aspirava all'autonomia dei popoli jugoslavi all'interno dell'Impero.
Con la fine della prima guerra mondiale e la conseguente dissoluzione dell'Austria-Ungheria, venne coinvolto assieme al serbo Svetozar Pribićević e al croato dottor Ante Pavelić nella creazione dello Stato degli Sloveni, dei Croati e dei Serbi, nel quale ricoprì la carica di Presidente del Consiglio Nazionale. Lo Stato, non riuscendo ad ottenere il riconoscimento internazionale, divenne vulnerabile alle mire espansioniste dell'Italia (sulla sponda orientale del Mare Adriatico) e alle rivendicazioni della nuova repubblica austriaca. Korošec guidò una delegazione dello Stato nei negoziati con il Regno di Serbia per la creazione del Regno dei Serbi, dei Croati e degli Sloveni; l'unione avvenne il 1º dicembre 1918.
Dopo la promulgazione della costituzione centralista del 1921, Korošec portò il suo partito - che era riuscito a mantenere, non senza problemi, l'egemonia politica e ideologica nella Slovenia - all'opposizione. Formò, insieme a Stjepan Radić e agli autonomisti bosniaci, il cosiddetto "Blocco federalista" che si batteva per la revisione in chiave federalista della costituzione del 1921. Dopo lo sfaldamento della coalizione si unì, nel 1927, a cambio di alcune minime concessioni, ai radicali serbi che dominavano la politica centralista di Belgrado.
A seguito dei tumulti che seguirono la sparatoria nel Parlamento jugoslavo, nella quale rimase ucciso il leader croato Stjepan Radić, Korošec divenne Primo Ministro. Svolse questa funzione, come unico non serbo nella storia del Regno jugoslavo, dal luglio 1928 al gennaio 1929. Il suo mandato fu segnato da forti proteste da parte dell'opposizione (composta dal Partito contadino croato e dal Partito democratico indipendente che rappresentava i serbi della Croazia e della Bosnia) che prefiguravano un'aperta rivolta della Croazia contro il regime di Belgrado. Il governo Korošec riuscì solo leggermente a migliorare la situazione, lasciando il suo incarico quando il Re sciolse il Parlamento nel gennaio 1929, inaugurando un periodo di dittatura personale (e cambiando il nome al paese in Regno di Jugoslavia).
Korošec rimase nel Governo diretto dalla volontà del Re fino al 1931, quando si dimise per "ragioni di salute". In seguito entrò in aperta contestazione con la politica del monarca e fu confinato all'isola di Veglia, dove rimase fino alla morte del Re, avvenuta nel 1934.
Sebbene il suo partito avesse assunto, negli anni della dittatura monarchica, una chiara postura pro-democratica e anti-centralista, Korošec riportò il partito cattolico sloveno nella coalizione con i centralisti serbi nel 1935, aderendo al governo di Milan Stojadinović, che diede una svolta filofascista alla politica estera del Paese. Korošec rimase nel governo anche dopo la caduta di Stojadinović, introducendo nel 1939, come ministro degli interni, una legislazione di chiaro stampo anti-semita (obbligo di restituzione dei profughi ebrei alla Germania nazista, introduzione di quote che riducevano l'accesso degli ebrei agli studi universitari, etc.).
Morì nel 1940, senza aver ottenuto uno dei suoi principali scopi politici, l'autonomia della Slovenia (che però era stata concessa alla Croazia nel 1939) e lasciando un partito con profonde divisioni interne. Al suo funerale partecipò una folla grandissima.
È sepolto nel cimitero lubianese di Navje.